# Galenstock
Galenstock (3586 m n. m.) je hora v Urnských Alpách. Leží na území Švýcarska na hranici kantonů Valais a Uri. Na vrchol je možné vystoupit pouze horolezeckým způsobem.

## Poloha
Galenstock se vypíná v jižních Urnských Alpách, severně od silničního a železničního sedla Furkapass. Západně pod ním stéká ledovec Rhonegletscher, který se níže mění na pramennou oblast řeky Rhôna. Na jihovýchod stéká ledovec Sidelengletscher a na východ ledovec Tiefengletscher. Od Galenstocku se táhne na sever hřeben s výraznými vrcholy Tiefenstock, Rhonestock a Dammastock. K jihu klesá hřeben Galengrat do sedla Galensattel.

## Horské chaty a hotely
- Belvedére je hotel postavený u silnice pod sedlem Furkapass na západní Walliské straně. Je dostupný autem nebo z železniční stanice historické parní dráhy přes sedlo. Slouží pro zimní výstupy od jihozápadu.
- Furkablick je hotel u silnice pod sedlem Furkapass na východní Urnské straně.
- Albert-Heim hütte (2542 m n. m.). Jedná se o horskou chatu dostupnou pouze pěšky pod ledovcem Tiefenbach. Slouží pro letní výstupy od východu.

## Výstupové cesty
Normální cesta v létě vede od chaty Albert-Heim, přes ledovec Tiefengletscher, na sedlo pod Tiefenstock a nakonec po severním hřebeni na Galenstock. Horolezecká obtížnost je hodnocena stupněm AD. Výstup trvá 5 hodin. Sezóna trvá od července do září.
Normální cesta v zimě na lyžích začíná u hotelu Belveder, míří k pramenům Rhony, stoupá po ledovci Rhonegletscher, odbočuje do sedla Galensattel a vrcholu dosahuje jižním hřebenem. Skialpinistické hodnocení obtížnosti doporučuje výstup jen pro zkušené. Výstup trvá 5 hodin. Sezóna trvá od května do července.